# Шульц-Киллицки, Йозефина
Йозефина Шульц-Киллицки (нем. Josephine Schulze, урождённая нем. Killitzky или Killitschgy; 24 июня 1791, Вена — 1 января 1880, Фрайбург) — немецкая оперная певица (сопрано). Сестра пианиста Рудольфа Килички. Свояченица Игнаца Шуппанцига, женатого на её сестре Барбаре.

## Биография
Училась музыке у Антонио Сальери и Винченцо Ригини. В 1808 г. дебютировала в Вене как концертная певица. В том же году стала первой исполнительницей арии Людвига ван Бетховена «Ah! perfido» (Op. 65), заменив в последнюю минуту более опытную Анну Мильдер; согласно А. У. Тейеру, чрезвычайно испугалась Бетховена и поэтому пела плохо. Годом позже дебютировала на сцене Венской придворной оперы (в зингшпиле Йозефа Вайгля «Остаде»), затем в 1811—1813 гг. пела в Бреслау. В 1812 году вышла замуж за советника юстиции Карла Шульца.
В 1813 году была ангажирована Берлинской королевской оперой. Здесь пела, в частности, Леонору в берлинской премьере бетховенского «Фиделио» (1815). С приходом на пост её руководителя Гаспаре Спонтини (1820) начался звёздный период в карьере Шульц; для неё, в частности, написана заглавная партия в опере Спонтини «Олимпия» (1821).
В 1831 году оставила сцену.
Хедвиг Шульц (1815—1845), дочь и ученица Йозефины, с 1839 года пела на оперных сценах Берлина и Бреслау.